# オプリーチニキ

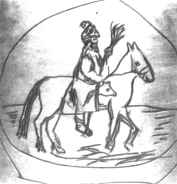
Oprichnik

オプリーチニキ（ロシア語:опричники アプリーチュニキ ローマ字表記：Oprichniki）は、1565年、激しい性格で知られるイヴァン雷帝（在位1533年-1586年）直属の親衛隊。彼が創設した皇帝直轄領（オプリーチニナ）を治めるために編成された。
オプリーチニキという語は、オプリーチニナの人間を表す。複数形であり、個人を表す単数形ではオプリーチニク（опричник アプリーチュニク　ローマ字表記：Oprichnik）となる。オプリーチは「～の外の」「～を除いた」の意味で、オプリーチニナは元来、大公家の寡婦に割り当てられた所領のことであった。オプリニチク（単数）、オプリニチキ（複数）とも。

## オプリーチニナ前夜
イヴァン4世は、1560年、リヴォニア戦争のさなかに、ツァーリとして戴冠して以来、間近で改革を担わせてきた能吏アレクセイ・アダーシェフ、司祭シリヴェーストルら、「選抜会議」と呼ばれた改革政府の多くを追放した。その後、亡き皇妃アナスタシア・ロマノヴナの家門であるザハーリン家の人々が政府の中核となり、門閥貴族や諸公らを弾圧した。戦争と、国政改革の結果による農村人口の減少、そのための経済危機など、混乱が続いた。ザハーリン家政府は4年弱で、指導者ダニーラ・ロマーノヴィチ・ユーリエフ-ザハーリンの死をもって終わり、ザハーリン家に替わって台頭したのが貴族のアレクセイ・バスマーノフらである。

## オプリーチニナ政策の開始
1564年末、ツァーリは首都モスクワを去り、モスクワから北東約100キロメートルにあたるアレクサンドロフ村より、貴族や聖職者に、怒りとともに退位を告げる書簡を送った。書簡はモスクワの都市民にも送られ、彼らには何の怒りもないと伝えた。都市民は退位宣言に驚き、府主教にツァーリを説得するよう求めた。アレクサンドロフ村に派遣された代表団はツァーリの自由な処刑権や「君主が望むままに支配する」ことを認めた。1565年2月より、イヴァン4世は、オプリーチニナ政策を開始した。ロシアを国土（ゼームシチナ）と、ツァーリ個人の私領土（オプリーチニナ）に二分するものである。オプリーチニナにもゼームシチナにもそれぞれの貴族会議、行政機構、軍隊があったが、ゼームシチナでの重要な事柄はツァーリへの報告義務があった。オプリーチナ貴族会議の長は、名目上は、2番目の皇妃マリヤ・チェルカースカヤの兄弟、ミハイール・チェルカースキーであったが、実際の権力は貴族アレクセイ・バスマーノフと息子のフョードル、アファナシー・ヴャーゼムスキー公らにあった。

## 親衛隊オプリーチニキ

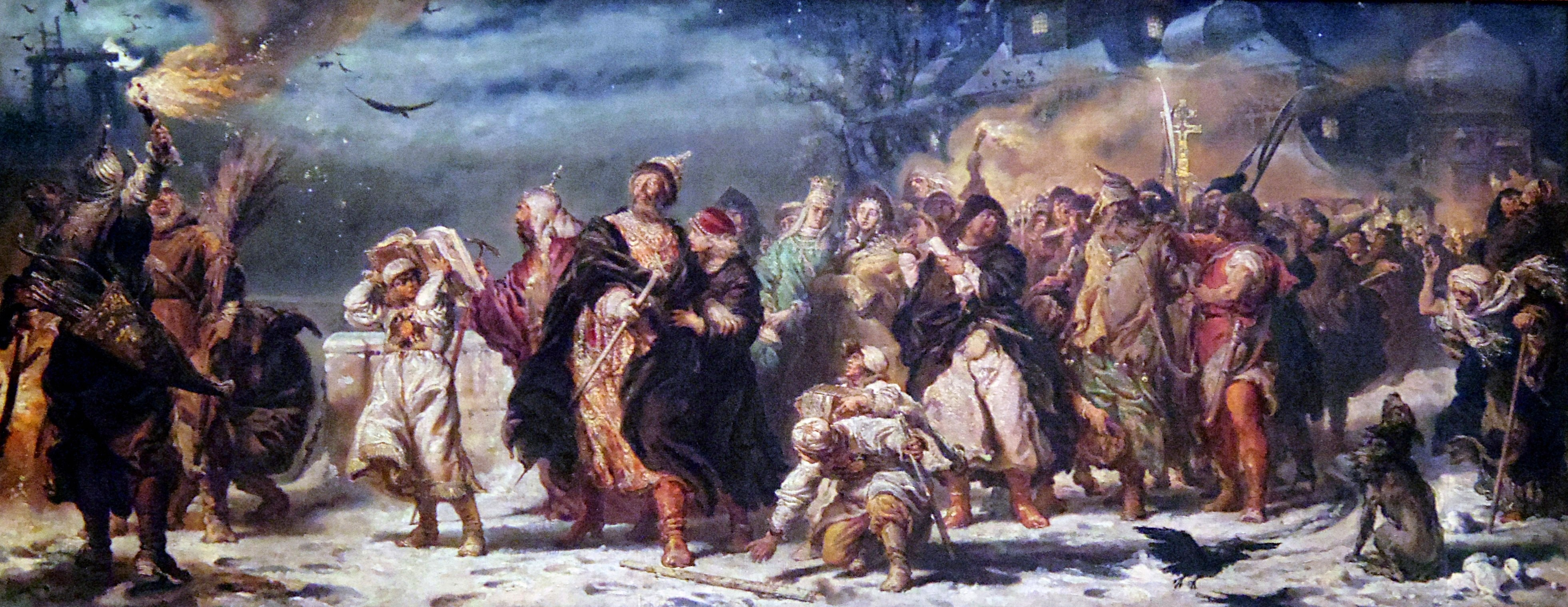
イヴァン雷帝、ヤン・マテイコ（1838-1893）

オプリーチニナ貴族会議は、各地方の士族をモスクワに召集し、家柄の低い士族を選んでオプリーチニキに編入した。
ロシアの歴史家ルスラン・スクルィンニコフ（1931年-）によれば、彼らは「貧しく粗野な田夫（でんぶ）」、「醜悪な下僕」などと呼ばれたという。イヴァン4世自身が、オプリーチニクのヴァシリー・グロズノイについて、次のように書いている。
……わが罪のために（このことは隠しようもない）、わが父の貴族や諸公がわれらを裏切ろうとし始めた。それゆえ、われらは汝ら卑しい百姓から勤務と真実とを期待して側近く召し抱えることにした—イヴァン4世
上記のようにオプリーチニキは下級士族など身分の低い者が中心であったという見解が一般的であるが、В.Б.コブリンの調査によって、中心的なオプリーチニキは、大勢の門閥貴族を含んでいたことが証明されている。オプリーチニキ親衛隊に参加する際には、ツァーリに対する陰謀を暴き、隠さず報告する旨を誓約した。彼らの服装は特別なものであった。粗末な粗布を縫い合わせた黒服を着用し、箙（えびら）の帯に箒（ほうき）に似たものを結びつけていた。あるいは、黒貂の毛皮の裏地に金の刺繍を施したラシャの服、その上に、修道僧が着るような、羊皮の裏地をした黒の長衣を着ていたともいう。乗馬用の馬には犬の首がぶらさげられ、乗馬鞭の柄には箒のような獣毛が縛り付けられていた。これは裏切り者に犬のように噛みつき、掃討するという意志を表現したものである。主なメンバーはアレクサンドル村で、修道僧団のような生活を送り、修道院長はツァーリ・イヴァン自身であった。

## 粛清の始まり

### 1565年
ツァーリがモスクワに帰還した1565年2月から処刑が始まった。まず処刑されたのは貴族アレクサンドル・ゴルバーティである。彼は1552年のカザン・ハン国征服の功労者であった。処刑の理由は、陰謀を企んだことによるとされたが、実際にはゴルバーティが豪胆で、平然とツァーリの批判を行ったためであると考えられている。ゴルバーティの15歳の息子、妻の兄弟の侍従官（オコリニチー）П・ゴロヴィンの首も刎ねられた。ツァーリの座にオボレンスキー公を立てようとしたという理由で、二人の貴族が修道院に閉じ込められた。またツァーリの機嫌を損ねたロストフスキー公も処刑され、首はオプリーチニキがツァーリの元へ運んだ。さらに二人の名門士族が処刑された。二人のうち、ドミトリー・シェヴィリョフ公は串刺し刑にされた。5月には180人ほどの名門貴族を、強制的にカザンへ移住させた。対象となったのはロストフ、ヤロスラヴリなどの生え抜きの貴族であり、彼らはウラジーミル・スズダリ公国のなかに広大な世襲領地を持っていた。16世紀イギリスの外交官G.フレッチャーによると、ツァーリは世襲貴族の財産と領地を取り上げ、代わりに別の地方か遠隔地にある土地を封地として与えたという。歴史家スクルィンニコフはオプリーチニナやオプリーチニキ親衛隊の創設を、伝統的には許されない、世襲領の没収のためだと見ている。
彼らオプリーチニキの主な役割は要するに秘密警察であり、黒衣を着て黒馬に跨り、ツァーリの敵に噛み付くという意味の犬の頭、反逆者の掃討を意味する箒とを鞍に下げた。

## その後
オプリーチニキ隊員は国内において、ツァーリと対立していた貴族や、敵国と内通しているとされた都市の住民に対して殺戮を繰り広げた。特に、1569年のウラジーミル・アンドレエヴィチ一家の粛清及びそれに伴う3200人の処刑、マリュータ・スクラートフが1571年1月にノヴゴロドで行った虐殺は有名である。だが、ノヴゴロド陥落後に内部抗争が発生し、創設者だった
バスマーノフ親子とヴャーゼムスキー公が粛清される事態に発展した。そして翌1572年にはツァーリによって過激すぎる活動が危険視され解散、その存在を抹消された。
とはいえ、オプリーチニキ隊員からは、ボリス・ゴドゥノフやヴァシーリー・シュイスキーなど、のちにツァーリとなるものまで現れている。
イヴァンは晩年、懺悔の念を込めてオプリーチニキにより殺害されたボヤールや、バスマーノフ親子ら粛清したオプリーチニキ隊員などの名を不名誉な人々のシノディコンに記録させ、修道院に寄贈した。これは、現在ではオプリーチニナ時代の貴重な記録となっている。